# گفتگوهای ملین

گفتگوهای مِلین اشاره به نشست مهّمی است که اهالی آتن و اهالی جزیره ملوس (در جنوب دریای اژه)، سال ۴۱۶ قبل از میلاد مسیح، بعد از پیروزی یونان بر ایران، برگزار می‌کنند و در کتاب: «تاریخ جنگ پلوپونزی» صورت جلسه آن موجود است.
کتاب مزبور یکی از متون کلاسیک و نوشته‌ای اساسی در تاریخ سیاسی است و توسط مورّخ یونانی، توکودیدس (توسیدید) تدوین شده‌است.
ملوسی‌ها حاضر نبودند به اتحادّیه آتن بپیوندند و عَلم استقلال برافراشتند. آتن هم کشتی‌های جنگی خودش را به این جزیره فرستاد و آن را محاصره کرد و همزمان نمایندگانی را نزد رهبران جزیره فرستاد تا گفتگوها را جهت تسلیم آن‌ها به آتن دنبال کنند.
در این نشست نمایندگان آتن چنین می‌گویند: «ما جمله‌های پرآب و تاب بکار نمی‌بریم. مثلاً نمی‌گوئیم که چون سپاه ایران را شکست داده‌ایم حق داریم بر شما حکومت کنیم، یا چون از شما زیان‌های بسیار دیده‌ایم، حق داریم بر شما بتازیم. اینگونه حرف‌های دهن پرکن را هیچ‌کس باور نمی‌کند. از شما انتظار نداریم بگوئید که شهرتان را گرچه مهاجران اسپارتی تأسیس کرده‌اند، در جنگ جانب اسپارت را نگرفته‌اید، یا هرگز ضرری به ما نرسانده‌اید. با این سخنان نمی‌توانید در ما اثر ببخشید. بهتر است سعی کنید با توجه به شیوه تفکر هر دوی ما، آنچه بدست آوردنش برای شما میسر است را بدست آورید»
همان گونه که ما می‌دانیم و شما نیز می‌دانید، در منطق سرشت بشر، حق فقط وقتی به پرسش گرفته می‌شود که توازن قدرت وجود دارد، وقتی پای قدرت در میان است او تعیین می‌کند که قوی چه انجام‌دهد و ضعیف چه بپذیرد. قوی‌ترین سلاح شما امیدهای شما هستند که هنوز به بار ننشسته‌اند، تا زمانی که اسلحه در دستان شما بسنده برای حفظ شما در مقابل نیروهایی که هم‌اکنون علیه شما آماده شده‌اند نیست. به اندیشه فروروید که می‌باید تصمیمی برای کشور خود اتخاذ نمائید، کشوری که سرنوشت آن وابسته به یک تصمیم درست یا نادرست خواهدبود.
ساکنین جزیره (ملوسی‌ها) می‌گفتند می‌خواهیم بیطرف باشیم و دَم از حق و حقوق زدند. آتنی‌ها جواب دادند حقوق در دنیایی که در آن زندگی می‌کنیم به قدرتمندان تعّلق دارد، قدرتمندان هر آنچه می‌خواهند می‌توانند انجام دهند و ضعیفان می‌باید تحمل کنند…
«هم ما می‌دانیم هم شما که قانون فقط در ارتباط با دو قدرت هم‌وزن معنی پیدا می‌کند در غیر این صورت قوی‌ترها هر کاری که بخواهند می‌کنند و ضعیف‌ترها راهی جز تحمّل و رنج ندارند، دنیا این گونه به پیش می‌رود». ملوسی‌ها زیر بار این استدلال نرفتند و آتنی‌ها هم حقوق اخلاقی و انسانی مورد درخواست‌شان را با اعدام مردان جزیره و به بردگی بردن زنان و کودکان پاسخ دادند و کنترل جزیره را در دست گرفتند. دلیل این کار واضح بود. از پیروز کسی سؤال نمی‌کند.
حق با زور است